# رون لابوينت
رون لابوينت هو لاعب هوكي الجليد كندي، ولد في 12 نوفمبر 1949 في مونتريال في كندا، وتوفي في 23 مارس 1992 بسبب سرطان الكلية.

## وصلات خارجية
- رون لابوينت على موقع HockeyDB.com (الإنجليزية)